# Kajerkan
Kajerkan, (in russo Кайеркан?) è una cittadina mineraria della Russia siberiana settentrionale, situata nella parte settentrionale del Territorio di Krasnojarsk e nella parte meridionale della penisola del Tajmyr, 20 km ad ovest di Noril'sk.
Kajerkan è stata fondata nel 1943 in relazione alle miniere di carbone della zona, ottenne lo status di città nel 1982 ma nel 2005 è stata unita amministrativamente a Noril'sk.
Facendo ora parte di Noril'sk è stata dichiarata, come questa, città chiusa: è vietato l'ingresso agli stranieri se non per giustificati motivi di lavoro o invito di residenti nella città.
Dal 1979 è in funzione un importante impianto metallurgico della MMC Norilsk Nickel.
| Evoluzione Demografica |       |       |        |        |        |        |        |        |        |
| Anno                   | 1959  | 1970  | 1979   | 1989   | 2002   | 2005   | 2010   | 2016   | 2019   |
| Abitanti               | 5.200 | 4.700 | 18.000 | 27.800 | 27.100 | 27.300 | 22.334 | 23.001 | 23.499 |